# Kolonitidens Amerika
Kolonitidens Amerika (1497–1776) blev defineret af pågående kampe med de indfødte amerikanerne, en alvorlig arbejdermangel som førte til former for ufrivilligt arbejde som slaveri og kontraktfæstede tjenere, og en britisk politik af gunstig ligegyldighed, som tillod en udvikling af en amerikansk ånd og kultur, der var forskellig fra dens europæiske grundlæggeres.

## Koloniseringen
England, Frankrig og Nederlandene begyndte at kolonisere Nordamerika sent i det 16. århundrede. De første forsøg mislykkedes, men vellykkede kolonier blev snart etableret. Kolonistene som kom til den nye verden var på ingen måde en homogen blanding, men mere en stor variation af forskellige sociale og religiøse grupper som slog sig ned i forskellige dele af landet langs kysten. Kvækerne i Pennsylvania, puritanere i New England, de guldtørstige bosættere i Jamestown og straffefangerne i Georgia kom til det nye kontinent af vidt forskellige årsager, og de skabte kolonier med ligeså forskellige sociale, religiøse, politiske og økonomiske strukturer. I samme periode etablerede Frankrig sit eget koloniområde i Nordamerika, Ny Frankrig, der strakte sig over et større territorium end det engelske, men som samtidigt var tyndere befolket.

## Regionerne
For at opsummere udviklingsområderne i kolonitidens Amerika, anerkender historikerne fire regioner i det, der senere blev det østlige USA. Listet fra nord til syd, var det New England, de midterste kolonier, Chesapeake Bay og de sydlige kolonier. Nogle historikere medregner en femte region, grænseområderne, som havde visse forenende særtræk uanset hvilken koloni de udsprang fra.

## Krigene
Den franske og indianske krig i 1754–63 førte kolonierne tættere sammen, unge mænd blev sendt ud for at kæmpe og traf andre mænd fra andre kolonier. De kom fra forskellige baggrunde, men så også ligheder. Krigen gav kolonisterne oplæring i krigsføring, blandt andet officeren George Washington, og efter krigen forsøgte England at gøre sig gældende i regionen, efter at de tidligere havde ladet kolonierne køre sit eget løb. Dette førte kolonierne endnu tættere sammen og de kom på kant med den britiske regeringen i sager som skatteudskrivning og repræsentation.